# Kanaal Stolpen-Kolhorn
Het Kanaal Stolpen-Kolhorn is een kanaal in de provincie Noord-Holland. Het kanaal vormt een verbinding tussen het Noordhollandsch Kanaal via Schagen met Kolhorn. Het kanaal bestaat uit twee gedeelten:
- het Kanaal Stolpen-Schagen met een lengte van 4,4 km en
- het Schagerkoggekanaal met een lengte van 7,1 km.